# 凱爾·馬格尼斯
凱爾·馬格尼斯（英語：Kyle Magennis；1998年8月26日—）是蘇格蘭的一位足球運動員，在場上的位置是中場。他現在效力於蘇格蘭足球超級聯賽球隊聖美倫足球俱樂部。他也代表蘇格蘭各級國青隊參賽。

## 外部連結
- 足球数据库：凱爾·馬格尼斯的球员统计数据
- Soccerway資料庫：凱爾·馬格尼斯